# 吉沢和晃
吉沢 和晃（よしざわ かずあき、1968年（昭和43年） - ）は、日本の撮影監督。

## 来歴
- 1968年 長野県松本市 生まれ
- 1988年 千代田工科芸術専門学校 放送芸術科卒業
- 1988年（株）サウンドエイト撮影部入社　映画.TV.CM.MV等の撮影技術を学ぶ
- 2002年4月に（有）バグースを設立し[1]、代表となる[2]
- 以後、映画を中心にTVドラマ.CM.VP.MVと幅広くの分野で撮影を担当。
- 現在は結婚して世田谷区に在住。

## 主な撮影作品

### 映画
- 「冬の怪談 ぼくとワタシとおばあちゃんの物語」（2009年)
- 「サムライプリンセス 外道姫」（2009年、梶研吾監督）
- 「ゲーム☆アクション」（2011年、松村清秀監督）
- 「心霊病棟 ささやく死体」（2011年、福谷修監督）
- 「霊界の扉 ストリートビュー」（2011年、古賀奏一郎監督）
- 「ハードライフ〜紫の青春・恋と喧嘩と特攻服〜」（2011年、関顕嗣監督)
- 「眠り姫 Dream On Dreamer」（2014年、上野コオイチ監督）
- 「薔薇色のブー子」（2014年、福田雄一監督）
- 「女子ーズ」（2015年、福田雄一監督）
- 「マンゴーと赤い車椅子」（2015年、仲倉重郎監督)
- 「W〜二つの顔を持つ女たち〜」（2015年、藤田真一監督)
- 「十字架」（2016年、五十嵐匠監督)
- 「女子高」（2016年、山本浩貴監督)
- 「劇場版 恐怖のお持ち帰り〜ホラー映画監督の心霊実話怪談〜」（2016年、福谷修監督）
- 「月下燦然ノ星 THE MOVIE」（2016年、木村純子監督）
- 「浅草・筑波の喜久次郎〜浅草六区を創った筑波人〜」（2016年、長沼誠監督）
- 「イタズラなKiss THE MOVIE2 キャンパス編」（2017年、溝口稔監督）
- 「イタズラなKiss THE MOVIE3 プロポーズ編」（2017年、溝口稔監督）
- 「リベンジgirl」（2017年、三木康一郎監督）
- 「イマジネーションゲーム」（2018年、畑泰介監督）
- 「セブンガールズ」（2018年、デビッド・宮原監督）
- 「がっこうぐらし」（2019年、柴田一成監督）
- 「夏の夜空と秋の夕日と冬の朝と春の風」（2019年、向井宗敏監督）
- 「ツングースカ・バタフライ －サキとマリの物語－」（2019年、野火明監督）
- 「BLUE BIRD」（2020年、SABU監督）
- 「ファンファーレが鳴り響く」（2020年、森田和樹監督）
- 「劇場版・打姫オバカミーコ」（2021年、松田圭太監督）
- 「無慈悲な光」（2021年、カジU監督）
- 「西成ゴローの四億円」（2022年、上西雄大監督）
- 「あしやのきゅうしょく」（2022年、白羽弥仁監督）
- 「さよなら、バンドアパート」（2022年、宮野ケイジ監督）
- 「宮古島物語ふたたヴィラ」（2022年、上西雄大監督）
- 「オジさん、劇団始めました。」（2023年、山本浩貴監督)
- 「尾かしら付き。」（2023年、真田幹也監督）
- 「井東探偵事務所 時給1041円」（森田和樹監督）
- 掟（2024年）

### CM
- バンダイナムコ
- ソニー損保
- Dove,CANON
- ワイモバイル
- DAM
- 資生堂

### VP
- 富士通
- バンダイグループ
- ANA
- サントリー
- ENEOS
- ヤマト運輸
- アサヒビール

### MV
- EXILE
- Moumoon
- 佐伯ユウスケ
- ハジ→
- ELLEGARDEN
- BEAT CRUSADERS

### TV
- 「勇者ヨシヒコシリーズ」（福田雄一監督）
- 「満福少女ドラゴネット」（2010年、TVK）
- 「天魔さんがゆく」（2013年、TBS、入江悠監督）
- 「アオイホノオ」（2014年、TX、福田雄一監督）
- 「敏感探偵ジャスミン〜熱海小説家殺人事件」（2015年、ABC）
- 「信長未満—転生光秀が倒せない—」（2023年、BS日テレ）